# 나홀
나홀(히브리어: נָחוֹר Nāḥōr)은 창세기(창 11:26~32)에 언급된 데라 가족에 대한 설명에서 다른 두 형제인 아브람과 하란과 함께 기록된 인물이다. 그의 할아버지는 스룩의 아들로 이름이 같은 나홀이었다. 나홀은 동생 하란의 딸이자 조카딸인 밀가와 결혼했다. 그들은 모두 갈대아 우르라는 도시에서 태어나고 자랐을 것이다. 성경 기록에 따르면 "하란은 그의 아버지 데라보다 먼저 그의 고향, 갈대아인의 우르에서 죽었다".
아브람은 야훼를 만나고, 가족에게 고향 땅을 떠나 가나안 땅으로 가라고 지시했다. 그들의 아버지 데라는 가족을 모아 목적지를 향해 서쪽으로 여행하도록 계획했다. 그들은 무리를 이끌고 유프라테스강을 따라 밧단아람 지역으로 향했다. 당시 이곳은 메소포타미아와 지중해 사이의 비옥한 초승달 지대의 거의 중간 지점으로, 현재의 튀르키예 남동부 지역이다. 이 지역에는 나홀과 그의 가족이 정착했는데, 그의 형 하란은 얼마 전에 우르에서 죽었기 때문이다. 이후 그들이 정착한 성읍 하란에서 나홀의 아버지가 죽는다.
나홀은 계속해서 여행하여 아람 나하라임 지역에 정착했고, 그곳에서 나홀이라는 도시를 세웠다. 이곳에서 그와 밀가는 여덟 아들을 낳았다.
1. 우스, 맏아들
2. 부스
3. 그무엘
4. 게셋
5. 하소
6. 빌다스
7. 이들랍
8. 브두엘, 이사악의 아내 리브가의 아버지

나홀과 그의 첩 르우마 사이에서도 네 아들이 태어났다: 데바, 가함, 다하스, 마아가(창 22:24).

## 여호수아서의 나홀
여호수아는 세겜에 모인 이스라엘 지도자들에게 마지막 연설을 하면서, "아브라함과 나홀의 아버지 데라는 유프라테스강 건너편에 살면서 다른 신들을 섬겼다"(여호수아 24:2)는 말로 하나님의 이스라엘 민족 형성 역사를 설명한다.

## 대중문화
나홀은 영화 아브라함 (1993)에서 케빈 맥널리가 연기했다. 나홀의 첩 르우마는 같은 영화에서 에벨리나 메간히가 연기했다.

## 같이 보기
- 하란 (튀르키예), 가족이 처음 정착한 도시 (히브리어로 하란 가족의 이름과는 철자가 다르다).